# سباق أمستل الذهبي للسيدات 2021
سباق أمستل الذهبي للسيدات 2021 هو سباق دراجات هوائية، وهو الموسم رقم 7 من سباق أمستل الذهبي للنساء، وأقيم في 18 أبريل 2021، وامتدّ لمسافة 118.18 كيلومتر، وهو أحد سباقات طواف العالم للدراجات للسيدات 2021، وشارك فيه 142 متسابقاً ووصل إلى نهايته 83 متسابقاً.
فاز فيه بالمركز الأول ماريان فوس، وبالمركز الثاني ديمي فوليرينغ، وبالمركز الثالث أنيميك فان فليوتن.

## الفرق
| فرق سيدات عالمية (9)- ألي بي تي سي ليوبليانا 2021 ‏ - Liv AlUla Jayco ‏ - كانيون إس آر إيه إم راسينغ 2021 ‏ - فريق سنويب للسيدات 2021 ‏ - FDJ–Suez ‏ - ليف ريسينغ 2021 ‏ - موفيستار للسيدات 2021 ‏ - إس دي وركس 2021 ‏ - Lidl–Trek (women's team) ‏ فرق دراجات قارية سيدات (15)- أيه آر مونكس برو سيكلينج للسيدات 2021 ‏ - Andy Schleck–CP NVST–Immo Losch ‏ - بنجوال شوفالمير 2021 ‏ - كامز-تيفوسي ‏ - Ceratizit Pro Cycling ‏ - فريق كوجياس ميتلر لوك برو للدراجات 2021 ‏ - دولتشيني فان إيك بروكسيموس 2021 ‏ - GT Krush Rebellease Pro Cycling ‏ - جامبو فيسما للسيدات 2021 ‏ - لوتو سودال للسيدات 2021 ‏ - مولتم أكاونتس 2021 ‏ - إن إكس تي جي ريسينغ 2021 ‏ - باركهوتل فالكنبورغ 2021 ‏ - EF Education–Tibco–SVB ‏ - فالكار سيلانس 2021 ‏ |  |
| |  |

## المشاركون
| كانيون–إس آر إيه إم ‏ CSR | كانيون–إس آر إيه إم ‏ CSR | كانيون–إس آر إيه إم ‏ CSR |
| ------------------------ | ------------------------ | ------------------------ |
| م                        | عداء                     | مرتبة                    |
| 1                        | كاتارزينا نيفيادوما      | 10                       |
| 2                        | تيفاني كرومويل           | 24                       |
| 3                        | ألينا أمياليوسيك         | 48                       |
| 4                        | الكسيس ريان              | لم يكمل السباق           |
| 5                        | Elise Chabbey ‏ (طريق)    | 33                       |
| 6                        | Mikayla Harvey ‏          | 47                       |

| إس دي وركس ‏ SDW | إس دي وركس ‏ SDW             | إس دي وركس ‏ SDW |
| --------------- | --------------------------- | --------------- |
| م               | عداء                        | مرتبة           |
| 11              | أنا فان دير بريغين (طريق)   | 53              |
| 12              | ديمي فوليرينغ               | 2               |
| 13              | Chantal van den Broek-Blaak | 52              |
| 14              | Anna Shackley ‏              | 17              |
| 15              | آشلي مولمان                 | 9               |
| 16              | Niamh Fisher-Black ‏         | 12              |

| فريق سنويب للسيدات ‏ DSM | فريق سنويب للسيدات ‏ DSM | فريق سنويب للسيدات ‏ DSM |
| ----------------------- | ----------------------- | ----------------------- |
| م                       | عداء                    | مرتبة                   |
| 21                      | فلورتجي ماكايج          | 29                      |
| 22                      | لورينا ويبيس            | لم يكمل السباق          |
| 23                      | Coryn Rivera            | 26                      |
| 24                      | ليا كيرشمان             | 50                      |
| 25                      | فرانشيسكا كوش ‏          | 72                      |
| 26                      | جولييت لابوس            | 16                      |

| Lidl–Trek (women's team) ‏ TFS | Lidl–Trek (women's team) ‏ TFS | Lidl–Trek (women's team) ‏ TFS |
| ----------------------------- | ----------------------------- | ----------------------------- |
| م                             | عداء                          | مرتبة                         |
| 31                            | إليسا ونغو بورغيني (طريق)     | 8                             |
| 32                            | لوسيندا براند                 | 23                            |
| 33                            | تايلر وايلز                   | 45                            |
| 34                            | Audrey Cordon-Ragot (طريق)    | لم يكمل السباق                |
| 35                            | Lauretta Hanson ‏              | 31                            |
| 36                            | روث ويندر                     | 20                            |

| موفيستار للسيدات ‏ MOV | موفيستار للسيدات ‏ MOV    | موفيستار للسيدات ‏ MOV |
| --------------------- | ------------------------ | --------------------- |
| م                     | عداء                     | مرتبة                 |
| 41                    | أنيميك فان فليوتن (طريق) | 3                     |
| 42                    | ليا توماس                | 21                    |
| 43                    | Katrine Aalerud ‏         | 11                    |
| 44                    | Paula Patiño ‏            | 71                    |
| 45                    | Jelena Erić (cyclist) ‏   | 54                    |
| 46                    | سارا مارتين              | 32                    |

| ليف ريسينغ ‏ LIV | ليف ريسينغ ‏ LIV       | ليف ريسينغ ‏ LIV |
| --------------- | --------------------- | --------------- |
| م               | عداء                  | مرتبة           |
| 51              | Sabrina Stultiens ‏    | 41              |
| 52              | أليسون جاكسون         | 55              |
| 53              | Jeanne Korevaar ‏      | 37              |
| 54              | ثريا بالادين          | 5               |
| 55              | Pauliena Rooijakkers ‏ | 22              |
| 56              | Valerie Demey ‏        | 64              |

| Liv AlUla Jayco ‏ BEX | Liv AlUla Jayco ‏ BEX | Liv AlUla Jayco ‏ BEX |
| -------------------- | -------------------- | -------------------- |
| م                    | عداء                 | مرتبة                |
| 61                   | أماندا سبرات         | 4                    |
| 62                   | غريس براون           | 19                   |
| 63                   | يانيكي إنسينغ        | 70                   |
| 64                   | لوسي كينيدي          | 18                   |
| 65                   | أني سانستيبان        | 36                   |
| 66                   | جورجيا وليامز (طريق) | 75                   |

| FDJ–Suez ‏ FDJ | FDJ–Suez ‏ FDJ       | FDJ–Suez ‏ FDJ |
| ------------- | ------------------- | ------------- |
| م             | عداء                | مرتبة         |
| 71            | سيسيلي أوتوب لودفيغ | 7             |
| 72            | مارتا كافالي        | 83            |
| 73            | Stine Borgli ‏       | 61            |
| 74            | برودي شابمان        | 44            |
| 75            | إميليا فهلين        | 59            |
| 76            | Évita Muzic ‏        | 78            |

| يو أي أيه تيم ‏ ALE | يو أي أيه تيم ‏ ALE              | يو أي أيه تيم ‏ ALE |
| ------------------ | ------------------------------- | ------------------ |
| م                  | عداء                            | مرتبة              |
| 81                 | مارتا باستيانيلي                | 35                 |
| 82                 | تاتيانا جوديرزو                 | 81                 |
| 83                 | Anastasia Chursina              | 73                 |
| 84                 | مارغريتا فيكتوريا غارسيا (طريق) | 6                  |
| 85                 | مارلين رويسر                    | 30                 |
| 86                 | Alessia Patuelli ‏               | لم يكمل السباق     |

| جامبو فيسما للسيدات ‏ TJV | جامبو فيسما للسيدات ‏ TJV | جامبو فيسما للسيدات ‏ TJV |
| ------------------------ | ------------------------ | ------------------------ |
| م                        | عداء                     | مرتبة                    |
| 91                       | ماريان فوس               | 1                        |
| 92                       | Karlijn Swinkels ‏        | 66                       |
| 93                       | أنوسكا كوستر             | 28                       |
| 94                       | ريجان ماركوس             | 67                       |
| 95                       | Julie Van de Velde ‏      | 76                       |
| 96                       | Teuntje Beekhuis ‏        | 39                       |

| باركهوتل فالكنبورغ ‏ PHV | باركهوتل فالكنبورغ ‏ PHV | باركهوتل فالكنبورغ ‏ PHV |
| ----------------------- | ----------------------- | ----------------------- |
| م                       | عداء                    | مرتبة                   |
| 101                     | Belle de Gast ‏          | لم يكمل السباق          |
| 102                     | Nina Buijsman ‏          | 74                      |
| 103                     | Mischa Bredewold ‏       | 56                      |
| 104                     | Pien Limpens ‏           | لم يكمل السباق          |
| 105                     | Julia van Bokhoven ‏     | 25                      |
| 106                     | Marit Raaijmakers ‏      | 69                      |

| لوتو بيليسول للسيدات ‏ LSL | لوتو بيليسول للسيدات ‏ LSL | لوتو بيليسول للسيدات ‏ LSL |
| ------------------------- | ------------------------- | ------------------------- |
| م                         | عداء                      | مرتبة                     |
| 111                       | Lone Meertens ‏            | لم يكمل السباق            |
| 112                       | حنا نيلسون                | 68                        |
| 113                       | Abby-Mae Parkinson ‏       | 62                        |
| 114                       | Anna Plichta ‏             | لم يكمل السباق            |
| 115                       | Alana Castrique ‏          | لم يكمل السباق            |
| 116                       | Elise vander Sande‏        | لم يكمل السباق            |

| GT Krush Rebellease Pro Cycling ‏ BPC | GT Krush Rebellease Pro Cycling ‏ BPC | GT Krush Rebellease Pro Cycling ‏ BPC |
| ------------------------------------ | ------------------------------------ | ------------------------------------ |
| م                                    | عداء                                 | مرتبة                                |
| 121                                  | Marissa Baks ‏                        | لم يكمل السباق                       |
| 122                                  | Inez Beijer ‏                         | لم يكمل السباق                       |
| 123                                  | Nienke Wasmus ‏                       | لم يكمل السباق                       |
| 124                                  | Nathalie Eklund (cyclist) ‏           | 60                                   |
| 125                                  | Clara Lundmark ‏                      | لم يكمل السباق                       |
| 126                                  | Quinty Ton ‏                          | 43                                   |

| دولتشيني فان إيك بروكسيموس ‏ DVE | دولتشيني فان إيك بروكسيموس ‏ DVE | دولتشيني فان إيك بروكسيموس ‏ DVE |
| ------------------------------- | ------------------------------- | ------------------------------- |
| م                               | عداء                            | مرتبة                           |
| 131                             | Minke Bakker‏                    | لم يكمل السباق                  |
| 132                             | Olha Kulynych ‏                  | لم يكمل السباق                  |
| 133                             | Amber Aernouts‏                  | لم يكمل السباق                  |
| 134                             | Noa Jansen‏                      | لم يكمل السباق                  |
| 135                             | Barbara Sniezynska‏              | لم يكمل السباق                  |
| 136                             | Bryony van Velzen ‏              | لم يكمل السباق                  |

| إن إكس تي جي ريسينغ ‏ NXG | إن إكس تي جي ريسينغ ‏ NXG | إن إكس تي جي ريسينغ ‏ NXG |
| ------------------------ | ------------------------ | ------------------------ |
| م                        | عداء                     | مرتبة                    |
| 141                      | Rozemarijn Ammerlaan ‏    | لم يكمل السباق           |
| 142                      | Julia Borgström ‏         | لم يكمل السباق           |
| 143                      | Ilse Pluimers ‏           | لم يكمل السباق           |
| 145                      | Amelia Sharpe ‏           | 40                       |
| 146                      | Catalina Soto ‏           | لم يكمل السباق           |

| أوتوجلاس ويترين ‏ MUL | أوتوجلاس ويترين ‏ MUL | أوتوجلاس ويترين ‏ MUL |
| -------------------- | -------------------- | -------------------- |
| م                    | عداء                 | مرتبة                |
| 151                  | Marijke de Smedt‏     | لم يكمل السباق       |
| 152                  | Megan Panton‏         | لم يكمل السباق       |
| 153                  | آن صوفي دويك         | لم يكمل السباق       |
| 154                  | Rosalie Van der Wolf‏ | لم يكمل السباق       |
| 155                  | Céline van Houtum‏    | لم يكمل السباق       |
| 156                  | Kylie Waterreus ‏     | لم يكمل السباق       |

| كامز-تيفوسي ‏ CAT | كامز-تيفوسي ‏ CAT | كامز-تيفوسي ‏ CAT |
| ---------------- | ---------------- | ---------------- |
| م                | عداء             | مرتبة            |
| 161              | Jessica Finney ‏  | لم يكمل السباق   |
| 162              | Jennifer Powell‏  | لم يكمل السباق   |
| 163              | Katie Scott‏      | لم يكمل السباق   |
| 164              | Hayley Simmonds ‏ | لم يكمل السباق   |
| 165              | Jo Tindley ‏      | لم يكمل السباق   |
| 166              | Emma Edwards‏     | لم يكمل السباق   |

| بنجوال شوفالمير ‏ CCT | بنجوال شوفالمير ‏ CCT | بنجوال شوفالمير ‏ CCT |
| -------------------- | -------------------- | -------------------- |
| م                    | عداء                 | مرتبة                |
| 171                  | ديمي دي جونغ ‏        | لم يكمل السباق       |
| 172                  | ثاليتا دي جونج       | 38                   |
| 173                  | Justine Ghekiere ‏    | لم يكمل السباق       |
| 175                  | ناتالي فان غوخ       | لم يكمل السباق       |
| 176                  | Rozanne Slik ‏        | لم يكمل السباق       |

| Ceratizit Pro Cycling ‏ WNT | Ceratizit Pro Cycling ‏ WNT | Ceratizit Pro Cycling ‏ WNT |
| -------------------------- | -------------------------- | -------------------------- |
| م                          | عداء                       | مرتبة                      |
| 181                        | Laura Asencio ‏             | لم يكمل السباق             |
| 182                        | Julie Norman Leth ‏         | لم يكمل السباق             |
| 183                        | Kathrin Hammes ‏            | 42                         |
| 184                        | Marta Lach ‏ (طريق)         | 27                         |
| 185                        | إيريكا ماجندي              | 14                         |
| 186                        | Lara Vieceli ‏              | 65                         |

| EF Education–Tibco–SVB ‏ TIB | EF Education–Tibco–SVB ‏ TIB | EF Education–Tibco–SVB ‏ TIB |
| --------------------------- | --------------------------- | --------------------------- |
| م                           | عداء                        | مرتبة                       |
| 191                         | لورين ستيفنز                | 57                          |
| 192                         | نينا كيسلر                  | لم يكمل السباق              |
| 193                         | كريستين فولكنر              | 15                          |
| 194                         | Sarah Gigante ‏              | 79                          |
| 195                         | Emily Newsom ‏               | لم يكمل السباق              |
| 196                         | Eri Yonamine ‏               | لم يكمل السباق              |

| فالكار سيلانس ‏ VAL | فالكار سيلانس ‏ VAL     | فالكار سيلانس ‏ VAL |
| ------------------ | ---------------------- | ------------------ |
| م                  | عداء                   | مرتبة              |
| 201                | إليسا بالسامو          | 49                 |
| 202                | Alice Maria Arzuffi ‏   | لم يكمل السباق     |
| 203                | Barbara Malcotti ‏      | 82                 |
| 204                | Vittoria Guazzini ‏     | 80                 |
| 205                | Federica Piergiovanni ‏ | 51                 |
| 206                | Silvia Pollicini ‏      | لم يكمل السباق     |

| أيه آر مونكس برو سيكلينج للسيدات ‏ ASA | أيه آر مونكس برو سيكلينج للسيدات ‏ ASA | أيه آر مونكس برو سيكلينج للسيدات ‏ ASA |
| ------------------------------------- | ------------------------------------- | ------------------------------------- |
| م                                     | عداء                                  | مرتبة                                 |
| 211                                   | إيدر ميرينو كورتازار                  | 77                                    |
| 212                                   | Lizbeth Salazar ‏                      | 58                                    |
| 213                                   | Maria Novolodskaya ‏                   | 13                                    |
| 214                                   | Katia Ragusa ‏                         | 34                                    |
| 215                                   | أرلينيس سيرا                          | 46                                    |
| 216                                   | Maria Vittoria Sperotto ‏              | لم يكمل السباق                        |

| Andy Schleck–CP NVST–Immo Losch ‏ ASC | Andy Schleck–CP NVST–Immo Losch ‏ ASC | Andy Schleck–CP NVST–Immo Losch ‏ ASC |
| ------------------------------------ | ------------------------------------ | ------------------------------------ |
| م                                    | عداء                                 | مرتبة                                |
| 221                                  | Stella Nightingale‏                   | لم يكمل السباق                       |
| 222                                  | Georgia Danford‏                      | لم يكمل السباق                       |
| 223                                  | Rylee McMullen‏                       | لم يكمل السباق                       |
| 224                                  | Lisa Müllenberg‏                      | لم يكمل السباق                       |
| 225                                  | Carolin Schiff ‏                      | لم يكمل السباق                       |
| 226                                  | Mie Bjørndal Ottestad ‏ (طريق)        | 63                                   |

| فريق كوجياس ميتلر لوك برو للدراجات ‏ CGS | فريق كوجياس ميتلر لوك برو للدراجات ‏ CGS | فريق كوجياس ميتلر لوك برو للدراجات ‏ CGS |
| --------------------------------------- | --------------------------------------- | --------------------------------------- |
| م                                       | عداء                                    | مرتبة                                   |
| 231                                     | Hannah Buch ‏                            | لم يكمل السباق                          |
| 232                                     | أولغا زابيلينسكايا                      | لم يكمل السباق                          |
| 233                                     | Iuliia Galimullina ‏                     | لم يكمل السباق                          |
| 234                                     | Aigul Gareeva ‏                          | لم يكمل السباق                          |
| 235                                     | Petra Stiasny ‏                          | لم يكمل السباق                          |
| 236                                     | Thalea Mäder ‏                           | لم يكمل السباق                          |

| كانيون–إس آر إيه إم ‏ CSR | كانيون–إس آر إيه إم ‏ CSR | كانيون–إس آر إيه إم ‏ CSR |
| ------------------------ | ------------------------ | ------------------------ |
| م                        | عداء                     | مرتبة                    |
| 1                        | كاتارزينا نيفيادوما      | 10                       |
| 2                        | تيفاني كرومويل           | 24                       |
| 3                        | ألينا أمياليوسيك         | 48                       |
| 4                        | الكسيس ريان              | لم يكمل السباق           |
| 5                        | Elise Chabbey ‏ (طريق)    | 33                       |
| 6                        | Mikayla Harvey ‏          | 47                       |

| إس دي وركس ‏ SDW | إس دي وركس ‏ SDW             | إس دي وركس ‏ SDW |
| --------------- | --------------------------- | --------------- |
| م               | عداء                        | مرتبة           |
| 11              | أنا فان دير بريغين (طريق)   | 53              |
| 12              | ديمي فوليرينغ               | 2               |
| 13              | Chantal van den Broek-Blaak | 52              |
| 14              | Anna Shackley ‏              | 17              |
| 15              | آشلي مولمان                 | 9               |
| 16              | Niamh Fisher-Black ‏         | 12              |

| فريق سنويب للسيدات ‏ DSM | فريق سنويب للسيدات ‏ DSM | فريق سنويب للسيدات ‏ DSM |
| ----------------------- | ----------------------- | ----------------------- |
| م                       | عداء                    | مرتبة                   |
| 21                      | فلورتجي ماكايج          | 29                      |
| 22                      | لورينا ويبيس            | لم يكمل السباق          |
| 23                      | Coryn Rivera            | 26                      |
| 24                      | ليا كيرشمان             | 50                      |
| 25                      | فرانشيسكا كوش ‏          | 72                      |
| 26                      | جولييت لابوس            | 16                      |

| Lidl–Trek (women's team) ‏ TFS | Lidl–Trek (women's team) ‏ TFS | Lidl–Trek (women's team) ‏ TFS |
| ----------------------------- | ----------------------------- | ----------------------------- |
| م                             | عداء                          | مرتبة                         |
| 31                            | إليسا ونغو بورغيني (طريق)     | 8                             |
| 32                            | لوسيندا براند                 | 23                            |
| 33                            | تايلر وايلز                   | 45                            |
| 34                            | Audrey Cordon-Ragot (طريق)    | لم يكمل السباق                |
| 35                            | Lauretta Hanson ‏              | 31                            |
| 36                            | روث ويندر                     | 20                            |

| موفيستار للسيدات ‏ MOV | موفيستار للسيدات ‏ MOV    | موفيستار للسيدات ‏ MOV |
| --------------------- | ------------------------ | --------------------- |
| م                     | عداء                     | مرتبة                 |
| 41                    | أنيميك فان فليوتن (طريق) | 3                     |
| 42                    | ليا توماس                | 21                    |
| 43                    | Katrine Aalerud ‏         | 11                    |
| 44                    | Paula Patiño ‏            | 71                    |
| 45                    | Jelena Erić (cyclist) ‏   | 54                    |
| 46                    | سارا مارتين              | 32                    |

| ليف ريسينغ ‏ LIV | ليف ريسينغ ‏ LIV       | ليف ريسينغ ‏ LIV |
| --------------- | --------------------- | --------------- |
| م               | عداء                  | مرتبة           |
| 51              | Sabrina Stultiens ‏    | 41              |
| 52              | أليسون جاكسون         | 55              |
| 53              | Jeanne Korevaar ‏      | 37              |
| 54              | ثريا بالادين          | 5               |
| 55              | Pauliena Rooijakkers ‏ | 22              |
| 56              | Valerie Demey ‏        | 64              |

| Liv AlUla Jayco ‏ BEX | Liv AlUla Jayco ‏ BEX | Liv AlUla Jayco ‏ BEX |
| -------------------- | -------------------- | -------------------- |
| م                    | عداء                 | مرتبة                |
| 61                   | أماندا سبرات         | 4                    |
| 62                   | غريس براون           | 19                   |
| 63                   | يانيكي إنسينغ        | 70                   |
| 64                   | لوسي كينيدي          | 18                   |
| 65                   | أني سانستيبان        | 36                   |
| 66                   | جورجيا وليامز (طريق) | 75                   |

| FDJ–Suez ‏ FDJ | FDJ–Suez ‏ FDJ       | FDJ–Suez ‏ FDJ |
| ------------- | ------------------- | ------------- |
| م             | عداء                | مرتبة         |
| 71            | سيسيلي أوتوب لودفيغ | 7             |
| 72            | مارتا كافالي        | 83            |
| 73            | Stine Borgli ‏       | 61            |
| 74            | برودي شابمان        | 44            |
| 75            | إميليا فهلين        | 59            |
| 76            | Évita Muzic ‏        | 78            |

| يو أي أيه تيم ‏ ALE | يو أي أيه تيم ‏ ALE              | يو أي أيه تيم ‏ ALE |
| ------------------ | ------------------------------- | ------------------ |
| م                  | عداء                            | مرتبة              |
| 81                 | مارتا باستيانيلي                | 35                 |
| 82                 | تاتيانا جوديرزو                 | 81                 |
| 83                 | Anastasia Chursina              | 73                 |
| 84                 | مارغريتا فيكتوريا غارسيا (طريق) | 6                  |
| 85                 | مارلين رويسر                    | 30                 |
| 86                 | Alessia Patuelli ‏               | لم يكمل السباق     |

| جامبو فيسما للسيدات ‏ TJV | جامبو فيسما للسيدات ‏ TJV | جامبو فيسما للسيدات ‏ TJV |
| ------------------------ | ------------------------ | ------------------------ |
| م                        | عداء                     | مرتبة                    |
| 91                       | ماريان فوس               | 1                        |
| 92                       | Karlijn Swinkels ‏        | 66                       |
| 93                       | أنوسكا كوستر             | 28                       |
| 94                       | ريجان ماركوس             | 67                       |
| 95                       | Julie Van de Velde ‏      | 76                       |
| 96                       | Teuntje Beekhuis ‏        | 39                       |

| باركهوتل فالكنبورغ ‏ PHV | باركهوتل فالكنبورغ ‏ PHV | باركهوتل فالكنبورغ ‏ PHV |
| ----------------------- | ----------------------- | ----------------------- |
| م                       | عداء                    | مرتبة                   |
| 101                     | Belle de Gast ‏          | لم يكمل السباق          |
| 102                     | Nina Buijsman ‏          | 74                      |
| 103                     | Mischa Bredewold ‏       | 56                      |
| 104                     | Pien Limpens ‏           | لم يكمل السباق          |
| 105                     | Julia van Bokhoven ‏     | 25                      |
| 106                     | Marit Raaijmakers ‏      | 69                      |

| لوتو بيليسول للسيدات ‏ LSL | لوتو بيليسول للسيدات ‏ LSL | لوتو بيليسول للسيدات ‏ LSL |
| ------------------------- | ------------------------- | ------------------------- |
| م                         | عداء                      | مرتبة                     |
| 111                       | Lone Meertens ‏            | لم يكمل السباق            |
| 112                       | حنا نيلسون                | 68                        |
| 113                       | Abby-Mae Parkinson ‏       | 62                        |
| 114                       | Anna Plichta ‏             | لم يكمل السباق            |
| 115                       | Alana Castrique ‏          | لم يكمل السباق            |
| 116                       | Elise vander Sande‏        | لم يكمل السباق            |

| GT Krush Rebellease Pro Cycling ‏ BPC | GT Krush Rebellease Pro Cycling ‏ BPC | GT Krush Rebellease Pro Cycling ‏ BPC |
| ------------------------------------ | ------------------------------------ | ------------------------------------ |
| م                                    | عداء                                 | مرتبة                                |
| 121                                  | Marissa Baks ‏                        | لم يكمل السباق                       |
| 122                                  | Inez Beijer ‏                         | لم يكمل السباق                       |
| 123                                  | Nienke Wasmus ‏                       | لم يكمل السباق                       |
| 124                                  | Nathalie Eklund (cyclist) ‏           | 60                                   |
| 125                                  | Clara Lundmark ‏                      | لم يكمل السباق                       |
| 126                                  | Quinty Ton ‏                          | 43                                   |

| دولتشيني فان إيك بروكسيموس ‏ DVE | دولتشيني فان إيك بروكسيموس ‏ DVE | دولتشيني فان إيك بروكسيموس ‏ DVE |
| ------------------------------- | ------------------------------- | ------------------------------- |
| م                               | عداء                            | مرتبة                           |
| 131                             | Minke Bakker‏                    | لم يكمل السباق                  |
| 132                             | Olha Kulynych ‏                  | لم يكمل السباق                  |
| 133                             | Amber Aernouts‏                  | لم يكمل السباق                  |
| 134                             | Noa Jansen‏                      | لم يكمل السباق                  |
| 135                             | Barbara Sniezynska‏              | لم يكمل السباق                  |
| 136                             | Bryony van Velzen ‏              | لم يكمل السباق                  |

| إن إكس تي جي ريسينغ ‏ NXG | إن إكس تي جي ريسينغ ‏ NXG | إن إكس تي جي ريسينغ ‏ NXG |
| ------------------------ | ------------------------ | ------------------------ |
| م                        | عداء                     | مرتبة                    |
| 141                      | Rozemarijn Ammerlaan ‏    | لم يكمل السباق           |
| 142                      | Julia Borgström ‏         | لم يكمل السباق           |
| 143                      | Ilse Pluimers ‏           | لم يكمل السباق           |
| 145                      | Amelia Sharpe ‏           | 40                       |
| 146                      | Catalina Soto ‏           | لم يكمل السباق           |

| أوتوجلاس ويترين ‏ MUL | أوتوجلاس ويترين ‏ MUL | أوتوجلاس ويترين ‏ MUL |
| -------------------- | -------------------- | -------------------- |
| م                    | عداء                 | مرتبة                |
| 151                  | Marijke de Smedt‏     | لم يكمل السباق       |
| 152                  | Megan Panton‏         | لم يكمل السباق       |
| 153                  | آن صوفي دويك         | لم يكمل السباق       |
| 154                  | Rosalie Van der Wolf‏ | لم يكمل السباق       |
| 155                  | Céline van Houtum‏    | لم يكمل السباق       |
| 156                  | Kylie Waterreus ‏     | لم يكمل السباق       |

| كامز-تيفوسي ‏ CAT | كامز-تيفوسي ‏ CAT | كامز-تيفوسي ‏ CAT |
| ---------------- | ---------------- | ---------------- |
| م                | عداء             | مرتبة            |
| 161              | Jessica Finney ‏  | لم يكمل السباق   |
| 162              | Jennifer Powell‏  | لم يكمل السباق   |
| 163              | Katie Scott‏      | لم يكمل السباق   |
| 164              | Hayley Simmonds ‏ | لم يكمل السباق   |
| 165              | Jo Tindley ‏      | لم يكمل السباق   |
| 166              | Emma Edwards‏     | لم يكمل السباق   |

| بنجوال شوفالمير ‏ CCT | بنجوال شوفالمير ‏ CCT | بنجوال شوفالمير ‏ CCT |
| -------------------- | -------------------- | -------------------- |
| م                    | عداء                 | مرتبة                |
| 171                  | ديمي دي جونغ ‏        | لم يكمل السباق       |
| 172                  | ثاليتا دي جونج       | 38                   |
| 173                  | Justine Ghekiere ‏    | لم يكمل السباق       |
| 175                  | ناتالي فان غوخ       | لم يكمل السباق       |
| 176                  | Rozanne Slik ‏        | لم يكمل السباق       |

| Ceratizit Pro Cycling ‏ WNT | Ceratizit Pro Cycling ‏ WNT | Ceratizit Pro Cycling ‏ WNT |
| -------------------------- | -------------------------- | -------------------------- |
| م                          | عداء                       | مرتبة                      |
| 181                        | Laura Asencio ‏             | لم يكمل السباق             |
| 182                        | Julie Norman Leth ‏         | لم يكمل السباق             |
| 183                        | Kathrin Hammes ‏            | 42                         |
| 184                        | Marta Lach ‏ (طريق)         | 27                         |
| 185                        | إيريكا ماجندي              | 14                         |
| 186                        | Lara Vieceli ‏              | 65                         |

| EF Education–Tibco–SVB ‏ TIB | EF Education–Tibco–SVB ‏ TIB | EF Education–Tibco–SVB ‏ TIB |
| --------------------------- | --------------------------- | --------------------------- |
| م                           | عداء                        | مرتبة                       |
| 191                         | لورين ستيفنز                | 57                          |
| 192                         | نينا كيسلر                  | لم يكمل السباق              |
| 193                         | كريستين فولكنر              | 15                          |
| 194                         | Sarah Gigante ‏              | 79                          |
| 195                         | Emily Newsom ‏               | لم يكمل السباق              |
| 196                         | Eri Yonamine ‏               | لم يكمل السباق              |

| فالكار سيلانس ‏ VAL | فالكار سيلانس ‏ VAL     | فالكار سيلانس ‏ VAL |
| ------------------ | ---------------------- | ------------------ |
| م                  | عداء                   | مرتبة              |
| 201                | إليسا بالسامو          | 49                 |
| 202                | Alice Maria Arzuffi ‏   | لم يكمل السباق     |
| 203                | Barbara Malcotti ‏      | 82                 |
| 204                | Vittoria Guazzini ‏     | 80                 |
| 205                | Federica Piergiovanni ‏ | 51                 |
| 206                | Silvia Pollicini ‏      | لم يكمل السباق     |

| أيه آر مونكس برو سيكلينج للسيدات ‏ ASA | أيه آر مونكس برو سيكلينج للسيدات ‏ ASA | أيه آر مونكس برو سيكلينج للسيدات ‏ ASA |
| ------------------------------------- | ------------------------------------- | ------------------------------------- |
| م                                     | عداء                                  | مرتبة                                 |
| 211                                   | إيدر ميرينو كورتازار                  | 77                                    |
| 212                                   | Lizbeth Salazar ‏                      | 58                                    |
| 213                                   | Maria Novolodskaya ‏                   | 13                                    |
| 214                                   | Katia Ragusa ‏                         | 34                                    |
| 215                                   | أرلينيس سيرا                          | 46                                    |
| 216                                   | Maria Vittoria Sperotto ‏              | لم يكمل السباق                        |

| Andy Schleck–CP NVST–Immo Losch ‏ ASC | Andy Schleck–CP NVST–Immo Losch ‏ ASC | Andy Schleck–CP NVST–Immo Losch ‏ ASC |
| ------------------------------------ | ------------------------------------ | ------------------------------------ |
| م                                    | عداء                                 | مرتبة                                |
| 221                                  | Stella Nightingale‏                   | لم يكمل السباق                       |
| 222                                  | Georgia Danford‏                      | لم يكمل السباق                       |
| 223                                  | Rylee McMullen‏                       | لم يكمل السباق                       |
| 224                                  | Lisa Müllenberg‏                      | لم يكمل السباق                       |
| 225                                  | Carolin Schiff ‏                      | لم يكمل السباق                       |
| 226                                  | Mie Bjørndal Ottestad ‏ (طريق)        | 63                                   |

| فريق كوجياس ميتلر لوك برو للدراجات ‏ CGS | فريق كوجياس ميتلر لوك برو للدراجات ‏ CGS | فريق كوجياس ميتلر لوك برو للدراجات ‏ CGS |
| --------------------------------------- | --------------------------------------- | --------------------------------------- |
| م                                       | عداء                                    | مرتبة                                   |
| 231                                     | Hannah Buch ‏                            | لم يكمل السباق                          |
| 232                                     | أولغا زابيلينسكايا                      | لم يكمل السباق                          |
| 233                                     | Iuliia Galimullina ‏                     | لم يكمل السباق                          |
| 234                                     | Aigul Gareeva ‏                          | لم يكمل السباق                          |
| 235                                     | Petra Stiasny ‏                          | لم يكمل السباق                          |
| 236                                     | Thalea Mäder ‏                           | لم يكمل السباق                          |

## التصنيف العام النهائي
| التصنيف العام                          | التصنيف العام            | التصنيف العام | التصنيف العام                      | التصنيف العام     |
| العداء                                 | العداء                   | البلد         | الفريق                             | الوقت             |
| -------------------------------------- | ------------------------ | ------------- | ---------------------------------- | ----------------- |
| 1                                      | ماريان فوس               | هولندا        | Jumbo-Visma                        | 3 س 00 دقيقة 20 ث |
| 2                                      | ديمي فوليرينغ            | هولندا        | SD Worx                            | + 0 ث             |
| 3                                      | أنيميك فان فليوتن        | هولندا        | Movistar Team                      | + 0 ث             |
| 4                                      | أماندا سبرات             | أستراليا      | Team BikeExchange                  | + 0 ث             |
| 5                                      | ثريا بالادين             | إيطاليا       | Liv Racing                         | + 0 ث             |
| 6                                      | مارغريتا فيكتوريا غارسيا | إسبانيا       | Alé BTC Ljubljana                  | + 0 ث             |
| 7                                      | سيسيلي أوتوب لودفيغ      | الدنمارك      | FDJ-Nouvelle Aquitaine-Futuroscope | + 1 ث             |
| 8                                      | إليسا ونغو بورغيني       | إيطاليا       | Trek-Segafredo                     | + 1 ث             |
| 9                                      | آشلي مولمان              | جنوب أفريقيا  | SD Worx                            | + 1 ث             |
| 10                                     | Katarzyna Niewiadoma     | بولندا        | Canyon-SRAM Racing                 | + 2 ث             |
| مصدر: ProCyclingStats Cycling Quotient |                          |               |                                    |                   |

### تصنيف النقاط
| تصنيف النقاط                           | تصنيف النقاط                | تصنيف النقاط | تصنيف النقاط                       | تصنيف النقاط |
| العداء                                 | العداء                      | البلد        | الفريق                             | النقاط       |
| -------------------------------------- | --------------------------- | ------------ | ---------------------------------- | ------------ |
| 1                                      | ماريان فوس                  | هولندا       | Jumbo-Visma                        | 1288 نقطة    |
| 2                                      | إليسا ونغو بورغيني          | إيطاليا      | Trek-Segafredo                     | 1048 نقطة    |
| 3                                      | أنيميك فان فليوتن           | هولندا       | Movistar Team                      | 880 نقطة     |
| 4                                      | غريس براون                  | أستراليا     | Team BikeExchange                  | 700 نقطة     |
| 5                                      | سيسيلي أوتوب لودفيغ         | الدنمارك     | FDJ-Nouvelle Aquitaine-Futuroscope | 688 نقطة     |
| 6                                      | ديمي فوليرينغ               | هولندا       | SD Worx                            | 640 نقطة     |
| 7                                      | ليزا برينور                 | ألمانيا      | Ceratizit-WNT                      | 604 نقطة     |
| 8                                      | لوت كوبيكي                  | بلجيكا       | Liv Racing                         | 604 نقطة     |
| 9                                      | إليسا بالسامو               | إيطاليا      | Valcar Travel & Service            | 548 نقطة     |
| 10                                     | Chantal van den Broek-Blaak | هولندا       | SD Worx                            | 432 نقطة     |
| مصدر: ProCyclingStats Cycling Quotient |                             |              |                                    |              |

## تصنيف الفرق

### الفرق حسب النقاط
| ترتيب الفرق حسب النقاط                 | ترتيب الفرق حسب النقاط             | ترتيب الفرق حسب النقاط | ترتيب الفرق حسب النقاط |
| الفريق                                 | الفريق                             | البلد                  | النقاط                 |
| -------------------------------------- | ---------------------------------- | ---------------------- | ---------------------- |
| 1                                      | SD Worx                            | هولندا                 | 2216 نقطة              |
| 2                                      | Movistar Team                      | إسبانيا                | 1592 نقطة              |
| 3                                      | Trek-Segafredo                     | الولايات المتحدة       | 1516 نقطة              |
| 4                                      | Jumbo-Visma                        | هولندا                 | 1408 نقطة              |
| 5                                      | Liv Racing                         | هولندا                 | 1268 نقطة              |
| 6                                      | FDJ-Nouvelle Aquitaine-Futuroscope | فرنسا                  | 1236 نقطة              |
| 7                                      | Team BikeExchange                  | أستراليا               | 1156 نقطة              |
| 8                                      | Ceratizit-WNT                      | ألمانيا                | 964 نقطة               |
| 9                                      | Alé BTC Ljubljana                  | إيطاليا                | 764 نقطة               |
| 10                                     | Canyon-SRAM Racing                 | ألمانيا                | 680 نقطة               |
| مصدر: ProCyclingStats Cycling Quotient |                                    |                        |                        |

## تصانيف فرعية

### تصنيف أفضل شاب
| تصنيف أفضل شاب                         | تصنيف أفضل شاب        | تصنيف أفضل شاب | تصنيف أفضل شاب                     | تصنيف أفضل شاب |
| العداء                                 | العداء                | البلد          | الفريق                             | الوقت          |
| -------------------------------------- | --------------------- | -------------- | ---------------------------------- | -------------- |
| 1                                      | إيما نورسجارد يورجنسن | الدنمارك       | Movistar Team                      |                |
| 2                                      | Maria Novolodskaya ‏   | روسيا          | A.R. Monex Women's                 |                |
| 3                                      | Mischa Bredewold ‏     | هولندا         | Parkhotel Valkenburg               |                |
| 4                                      | Sarah Gigante ‏        | أستراليا       | Tibco-Silicon Valley Bank          |                |
| 5                                      | Évita Muzic ‏          | فرنسا          | FDJ-Nouvelle Aquitaine-Futuroscope |                |
| 6                                      | Vittoria Guazzini ‏    | إيطاليا        | Valcar Travel & Service            |                |
| 7                                      | فرانشيسكا كوش ‏        | ألمانيا        | Team DSM                           |                |
| 8                                      | لورينا ويبيس          | هولندا         | Team DSM                           |                |
| 9                                      | Julia van Bokhoven ‏   | هولندا         | Parkhotel Valkenburg               |                |
| 10                                     | Mylène de Zoete ‏      | هولندا         | NXTG Racing                        |                |
| مصدر: ProCyclingStats Cycling Quotient |                       |                |                                    |                |

## وصلات خارجية
- الموقع الرسمي
- لمحة عن سباق سباق أمستل الذهبي للسيدات 2021 على موقع  ProCyclingStats   (برو  سايكلنج  ستاتس) - إحصاءات  محترفي  الدراجات.
- سباق أمستل الذهبي للسيدات 2021 على موقع إحصائيات الدراجات الإحترافية (الإنجليزية)